# Figline Vegliaturo
Figline Vegliaturo est une commune italienne de la province de Cosenza dans la région Calabre en Italie.

## Administration
| Période                                  | Période | Identité | Étiquette | Qualité |
| ---------------------------------------- | ------- | -------- | --------- | ------- |
|                                          |         |          |           |         |
| Les données manquantes sont à compléter. |         |          |           |         |

### Communes limitrophes
Aprigliano, Cellara, Mangone, Paterno Calabro, Piane Crati

## Personnalités nées à Figline Vegliaturo
- Aulo Giano Parrasio, humaniste, né en 1470
- Rocco Granata, chanteur-compositeur belgo-italien né en 1938